# Reina Regente (1906)
Il Reina Regente è stato un incrociatore protetto della Armada Española in servizio tra il 1910 e il 1926, costruito come rimpiazzo del precedente Reina Regente perso per naufragio il 10 marzo 1895.

## Storia

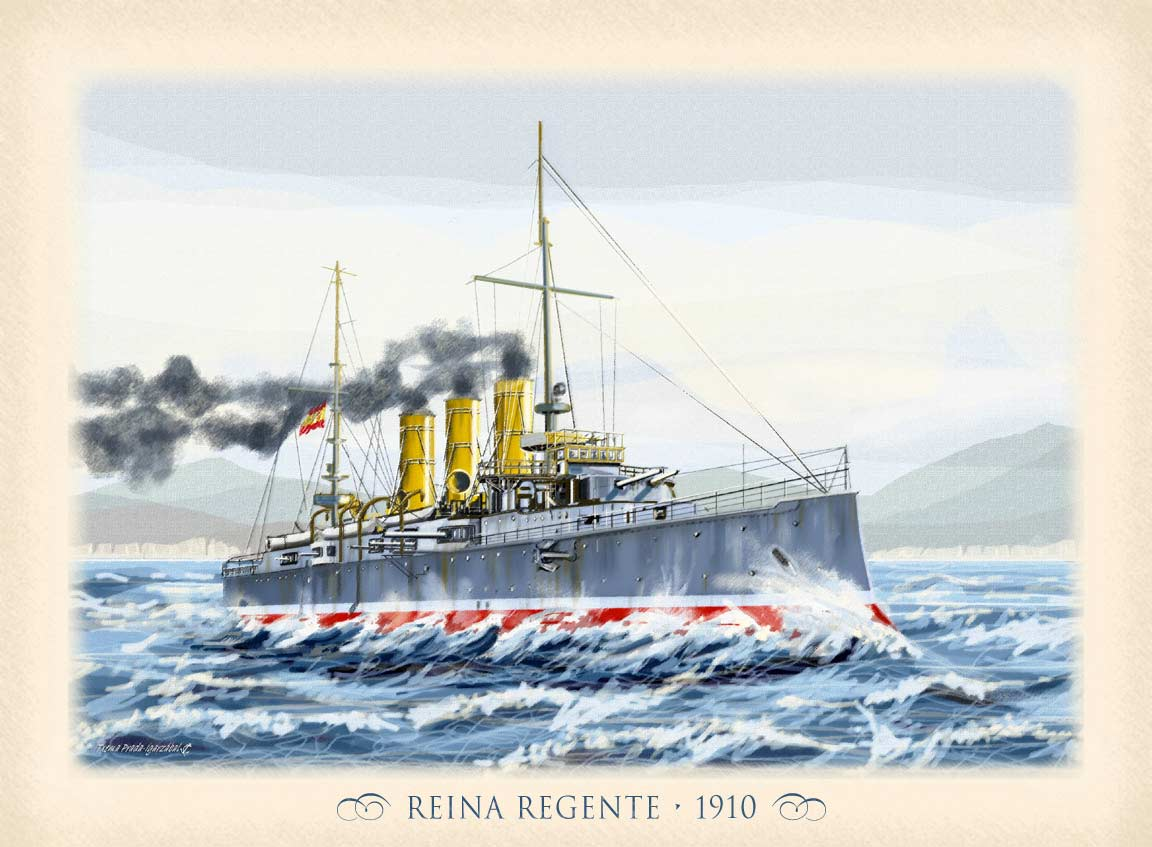
Disegno dell'incrociatore protetto Reina Regente.

Nel 1896 il governo spagnolo commissionò ai cantieri navali SECN di El Ferrol, la costruzione di un incrociatore protetto che doveva rimpiazzare e portare lo stesso nome del precedente Reina Regente perso per naufragio il 10 marzo 1895. Esse erano state così denominate in onore della regina Maria Cristina d'Asburgo-Teschen reggente di Spagna durante la minore età di suo figlio Alfonso XIII. Il nuovo incrociatore fu ordinato nel 1996, e impostato il 19 marzo 1897. I lavori si interruppero con lo scoppio della guerra ispano-americana del 1898, e furono ripresi nel 1899 sotto la direzione dell'ingegnere dell'Armada Torello. A causa delle cattive condizioni economiche del paese in seguito alla sconfitta contro gli Stati Uniti d'America essi si protrassero per molto tempo, in quanto l'incrociatore fu varato 20 settembre 1906 e completato quattro anni dopo.

## Descrizione tecnica
Il Reina Regente era un incrociatore protetto che dislocava 5.781 tonnellate a pieno carico, era lungo 110,92 m, largo 15,98 m, e con un pescaggio di 4,95 m a pieno carico. L'apparato propulsivo si basava su una 2 motrici a triplice espansione e 12 caldaie Bellevillee, con una potenza indicata di 15.000 ihp, che muovevano due eliche. La dotazione di carbone era pari a 1.190 tonnellate. La velocità massima raggiungibile era pari a 19,5 nodi.  L'armamento principale si basava su 10 cannoni Gonzáles Rueda da 150/48 mm, suddivisi in due impianti binati, uno a prua e uno a poppa, e sei impianti singoli, tre a babordo e tre a tribordo. L'armamento secondario era composto da 2 cannoni da sbarco Vickers da 75 mm, 12 cannoni Nordenfelt da 57/42 mm, 8 mitragliatrici Maxim da 37/27, e 3 tubi lanciasiluri.

## Impiego operativo

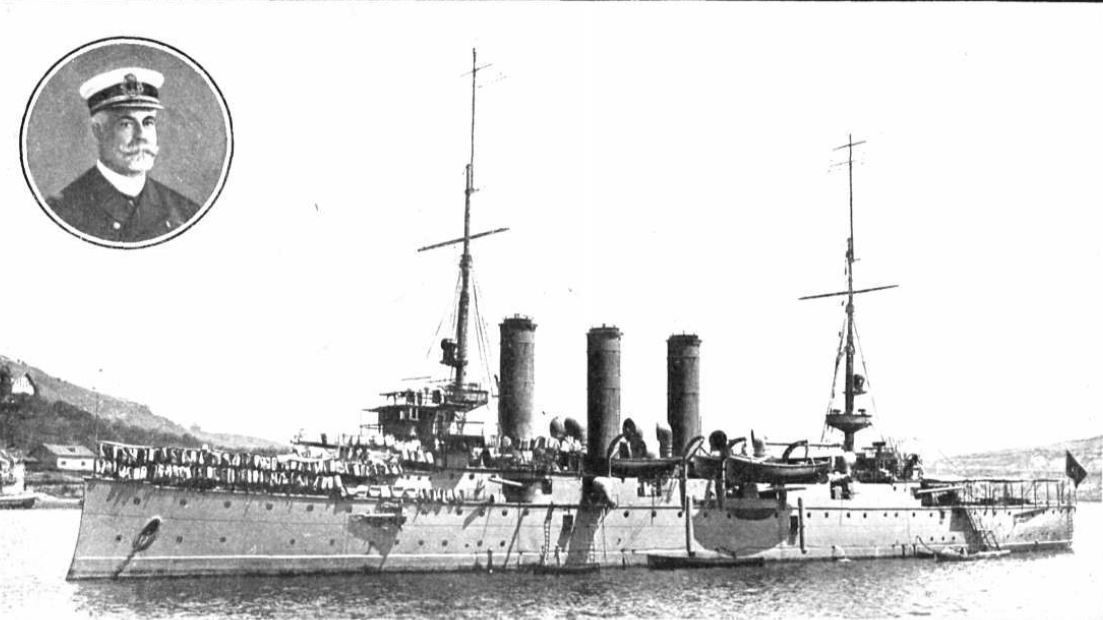
Comandante Augusto Miranda y Godoy e l'incrociatore Reina Regente.

L'unità entrò ufficialmente in servizio l'8 ottobre 1920 al comando del capitán de navío Gabriel Rodríguez Marbán. Nel giugno 1911 fu inviato in Gran Bretagna, in rappresentanza della monarchia spagnola, a partecipare alla rivista navale di Spithead tenutasi in onore dell'incoronazione di re Giorgio V. Nel mese di luglio salpò da Santander cer scortare lo yacht reale Giralda, che recava a bordo re Alfonso XIII diretto in Inghilterra per partecipare alle regate di Cowes, rientrando in Patria nel mese di agosto al comando di Augusto Miranda y Godoy. Successivamente prese parte alle operazioni belliche in Nord Africa nel corso delle quali effettuò vari bombardamenti contro gli insorti delle Cabile del Rif.
Nel gennaio 1912 subì un grave avaria quando si trovava vicino alla foce del fiume Kert a causa della rottura del coperchio di una valvola Kingston (valvola posta sul fondo dello scafo ed utilizzata per l'aspirazione dell'acqua di mare, per lo scarico o l'allagamento rapido della nave) della sala macchine di dritta. Con l'aiuto della cannoniera Laya venne evitato il rapido affondamento dell'incrociatore, che venne portato ad incagliarsi su una spiaggia vicina. Riparato sommariamente il danno il Reina Regente, con la scorta dell'incrociatore corazzato Princesa de Asturias, l'incrociatore raggiunse l'Arsenale di Cartagena per le opportune riparazioni.
Verso la fine del 1912 fu inviato nell'area dei Balcani dove era scoppiata la guerra greco-turca, e schierato a protezione dei sudditi spagnoli stabilitisi in Turchia, stazionando il 13 novembre davanti a Costantinopoli.
A metà del 1913 l'unità fu nuovamente di stanza in Nord Africa, dove partecipò a missioni di pattugliamento e contrasto mediante l'effettuazione di bombardamenti con i propri cannoni ai ribelli riffani che operavano lungo la costa.
Nel giugno 1913 bombardò e distrusse ciò che rimaneva della cannoniera General Concha, arenatasi sulla costa marocchina, al fine di evitare che cadessero nella mani delle Cabile ribelli del Rif.
Dal 1914 in poi fu impiegata come nave scuola per i guardiamarina dell'Accademia Navale, effettuando vari viaggi, limitati durante la prima guerra mondiale alla costa peninsulare e alle Isole Canarie.
A partire dal 1915 si verificarono una serie di avarie all'impianto propulsivo costringendo il Reina Regente a numerose soste in cantiere per la riparazione dei danni.
Nell'ottobre 1918, durante un viaggio di istruzione, per un guasto ai motori la nave andò alla deriva e dovette essere rimorchiata in porto dall'incrociatore leggero Reina Victoria Eugenia. Negli anni successivi compì vari viaggi didattici attraverso il Mediterraneo e l'Oceano Atlantico, ma sempre operando a velocità ridotta.
Arrivò a Buenos Aires nell'ottobre 1921, e in quello stesso anno fu nuovamente assegnato al pattugliamento nelle acque marocchine. Nel 1922 fu assegnato di stanza alle Isole Canarie, e nell'agosto 1923 svolse diverse azioni belliche nel corso della seconda guerra del Rif proteggendo con le proprie artiglierie lo sbarco delle truppe sulla spiaggia di Afrau insieme alle navi da battaglia Espana e Alfonso XIII.
Nel 1924 entrò nella base navale dell'Arsenal de La Carraca (Cadice) per sottoporsi a lavori di carenatura, ma le cattive condizioni in cui si trovava l'apparato motore e le caldaie sconsigliavano qualsiasi ulteriore lavoro di riparazione.
Nel 1926 fu radiato dai ruoli della Marina spagnola, e nel 1929 venne venduto, per la cifra di 535.000 pesetas, alla demolizione per ricavarne rottami metallici.

### Annotazioni
1. ↑  Era originario di Valladolid, e aveva residenza a Puerto Real ( Cadice) come la sua famiglia.

### Fonti
1. 1 2 3 4 5 6  Gardiner 1979, p. 384.
2. 1 2 3 4 5 6 7 8 9 10 11 12 13 14 15 16  Todoavante, aw.
3. 1 2  Navypedia, at.